# Joris Jurand

a Compétitions nationales et continentales officielles uniquement.

b Matchs officiels uniquement.
Dernière mise à jour le 15 juillet 2024.
Joris Jurand, né le 11 novembre 1995, est un joueur français de rugby à XV. Il évolue aux postes d'ailier ou d'arrière à l'ASM Clermont Auvergne.

## Biographie

### Jeunesse et formation
Joris Jurand commence le rugby à XV à cinq ans à Saint-Rémy-de-Provence. Pendant plusieurs saisons il se spécialise sur l'arbitrage au pôle espoir arbitre de Béziers. Il retrouve le rugby en 2013-2014 avec le club de Noves, dont il est originaire et avec qui il remporte la finale de 1re série de Provence cette saison-là, puis défend les couleurs du RC Châteaurenard. Durant la première partie de saison 2014-2015, il joue exclusivement avec la réserve et inscrit quinze essais, de ce fait il est récompensé de ses bonnes performances en faisant ses débuts en Fédérale 2 lors du mois de janvier.
Il intègre ensuite le centre de formation de Provence Rugby où il joue quatre matchs avec l'équipe première en Fédérale 1 durant la saison 2016-2017. Il rejoint ensuite le Montpellier HR et devient le capitaine des espoirs,,,.

### Carrière professionnelle
En 2018, il rejoint le CA Brive en tant que joueur supplémentaire en compagnie de Guillaume Galletier,,. En 2019, il prolonge au CA Brive jusqu'en 2022,.
Au mois de mai 2023, il est annoncé qu'il rejoint l'ASM Clermont Auvergne à partir de la saison 2023-2024 pour une durée de deux ans. Il dispute son premier match officiel sous ses nouvelles couleurs lors de la première journée de Top 14 contre Oyonnax Rugby, il inscrit son premier essai à cette occasion. Plus tard dans la saison, en demi-finale de Challenge Cup contre les Sharks, il réalise une grande performance en inscrivant un doublé mais se voit également refuser un essai puis être percuté illégalement sans ballon alors qu'il pouvait marquer un troisième essai, son club s'incline d'un point 32 à 31,. Durant sa première saison, malgré la concurrence de Bautista Delguy et d'Alivereti Raka et de blessures contractées en début de saison, il réussit de bonnes performances, il inscrit un total de douze essais en dix-sept rencontres, dont seize en tant que titulaire,.
À l'issue de cette première saison avec l'ASM Clermont, il est retenu en équipe de France dans une liste de trente-deux joueurs pour préparer la tournée d'été en Argentine. Cette liste est marquée par l'absence des cadres habituels et la présence de nombreux joueurs sans sélections. Le 10 juillet, il joue sous le maillot national face à l'Uruguay, dans une rencontre non capée disputée par l'équipe de France développement.